# Los (casi) ídolos de Bahía Colorada
Los (casi) ídolos de Bahía Colorada es una película de comedia mexicana de 2023 dirigida por Ricardo Castro Velázquez (en su debut como director) y escrita por Velázquez, Beto Gómez, María Torres y Enrique Vázquez. Protagonizada por Benny Emmanuel y Harold Azuara acompañados de Esmeralda Soto, Ana Celeste, Guillermo Quintanilla, Diego Sandoval, Dagoberto Gama, Paulina de Labra, Silverio Palacios y Nora Velázquez. 

## Sinopsis
Dos medio hermanos, Romeo y Preciado, se reencuentran en Bahía Colorada, Sinaloa, luego de años de distanciamiento, ambos con el propósito de honrar la memoria de Valentín, su padre, quien murió con el sueño de ganar un concurso de automóvil y música.

## Elenco
Los actores que participan en esta película son:
- Benny Emmanuel como Romeo Abitia
  - Emiliano Torres como Romeo a los 10 años
- Harold Azuara como Preciado Abitia
  - Raúl Gabriel Morales Ramírez como Preciado a los 10 años
- Nora Velázquez como Connie
- Guillermo Quintanilla como Valentín Abitia Gallardo
- Dagoberto Gama como Don Tasio Candelario
- Silverio Palacios como tío Cosme
- Ana Celeste como Marén
- Esmeralda Soto como Dively
- Diego Sandoval Montes como Tino
- César Castillo como Mocorito
- Juan Andrés Belgrave como sueco
- Paulina de Labra como Raquel
- Edith Nuñez como hija de Mocorito
- Amanda Polo como Esmeralda
- Julio Patricio como Delegángster
- Carmen García como comerciante
- Gaby Navarro como la súper estrella Freski Bombis
- Víctor Quintero como "El Bebé"
- Alejandro Show como Grullero
- Karem Momo como Silvia
- Chùy Gallardo como chico quisquilloso
- Ana Chiquete como chica quisquillosa
- Mario Zamacona como La Bestia
- Francisco Pita como El Divino Maestro
- Eduardo Ángel Bravo como Enrique Riquelme

## Lanzamiento
La película tuvo un estreno teatral limitado el 13 de julio de 2023, luego se estrenó en todo el mundo el 19 de julio de 2023 en Netflix.